# Василенко Єлизавета Вадимівна
Єлизаве́та Вади́мівна Василе́нко (нар. 30 червня 1998, Дніпропетровськ) — українська акторка та модель. Здобула популярність завдяки головній ролі в серіалі «Школа» на телеканалі 1+1. Фігурантка бази «Миротворець».

## Життєпис

### Ранні роки
Народилася у Дніпрі, є єдиною дитиною в сім'ї. Мама працює психологинею, розлучена з першим чоловіком, Лізу виховує названий батько. У 13-14 років стала відомою в середовищі косплеєрів, згодом отримала відомість як інстаграм-блогерка.
Навчалася в Дніпровському університеті ім. Нобеля на спеціальності «Туризм», але навчання не завершила.

### Кар'єра
З 2014 року почала працювати моделлю. Їздила на зйомки до Японії, КНР, та Південної Кореї. Неодноразово знімалася у відвертих та ню фотосесіях, публікуючи фото в публічному доступі. З початком акторської кар'єри вирішила завершити кар'єру моделі.
За твердженнями Єлизавети, у 17 років у Москві її зґвалтували в компанії ескортниць.
Дебют на телебаченні відбувся у телесеріалі «Школа», який з'явився в ефірі у січні 2018. У серіалі вона зіграла блоґерку Лоліту «Лолу» Гавриленко.
З 2018 року стала обличчям британського косметичного бренду «Lamel». На початку вересня у Зеленому театрі Києва відбувся перший виступ Лізи, де вона представила перший сингл «Может быть».
11 жовтня відбулася прем'єра музичного відео Андрія Бойка на пісню «Мир на двоих», де Ліза зіграла його дівчину. Навесні 2019 року вийшла на екрани кінокартина «Давай танцюй!», у якій Василенко зіграла епізодичну роль працівниці магазину.
8 вересня 2020 року розпочала фільмування у кінокомедії «Поцілунок на мільйон», де Василенко зіграла головну героїню — блогерку Кріс.

## Особисте життя
Мала стосунки із колегою за серіалом «Школа» Олександром Петренком, до цього — з футболістом Дніпра Денисом Костишиним.
З 2024 року у стосунках з російським репером башкірського походження Моргенштерном.

## Критика
У квітні 2021 року в одному з інтерв'ю заявила, що «краще здохнути тут [у Росії], ніж в Україні», додавши, що вважає необґрунтованою критику на свою адресу за переїзд до Москви. Після цього її внесли до бази «Миротворця», де назвали «провокаторкою» і приписали «участь в інформаційних провокаціях Росії проти України» й «запереченні російської агресії».

## Фільмографія

### Кіно
- 2019: «Давай танцюй!» — працівниця магазину — епізодична роль[14]
- 2021: «Поцілунок на мільйон» — блогерка Кріс — головна роль[15]

### Телебачення
- 2018: «Школа» — Лоліта «Лола» Гавриленко — головна роль[7]